# Shayna Jo Afaisen
Shayna Jo Afaisen (Dededo, 1988) è una modella statunitense, incoronata Miss Guam 2011 il 3 giugno 2011 presso lo Sheraton Laguna Resort di Tamuning.

## Biografia
In qualità di rappresentante ufficiale del Guam, la Afaisen ha partecipato a Miss Universo 2011, che si è tenuto a São Paulo, in Brasile il 12 settembre 2011. In occasione del concorso però la Afaisen non è riuscita a superare la fase preliminare.